# Krystyna Łubieńska
Krystyna Łubieńska (ur. 3 sierpnia 1932 w Warszawie, zm. 10 maja 2023 w Sopocie) – polska aktorka teatralna, telewizyjna, radiowa i filmowa związana z teatrami dramatycznymi we Wrocławiu, Warszawie, Katowicach, Lublinie i – najdłużej – z Teatrem Wybrzeże w Gdańsku oraz animatorka kultury.

## Życiorys
Urodziła się w rodzinie Aleksandra Stanisława Rzążewskiego (1897–1940), zamordowanego w Katyniu oficera Wojska Polskiego, Hallerczyka, uczestnika Zaślubin Polski z Morzem, dyrektora Banku Cukrownictwa, i Marii z Glińskich (1900–1992). Miała młodszego brata Macieja (ur. 1937). Razem z matką brała udział w powstaniu warszawskim jako łączniczka i sanitariuszka AK.
Dziadek stryjeczny przyszłej aktorki miał własną lożę w Teatrze Wielkim w Warszawie, do której zaprosił swą bratanicę. Gdy ta zobaczyła na scenie Marię Przybyłko-Potocką, Juliusza Osterwę i Józefa Węgrzyna, stwierdziła, że kiedy wyjdzie za mąż i urodzi córkę, to zostanie ona aktorką. Kilkuletnia Krysia Rzążewska zagrała na scenie Opery Warszawskiej w balecie Wieszczka lalek, bujając się na huśtawce. Przed maturą bawiła się z kolegami w teatrzyk lalkowy. 19 stycznia 1952 zagrała czternastoletnią dziewczynkę Helę w Wodewilu warszawskim w reżyserii Wacława Zdanowicza na scenie Teatru Młodego Widza we Wrocławiu, co traktuje jako swój oficjalny debiut sceniczny.
Po szkole średniej zdała do Wyższej Szkoły Sztuk Pięknych (obecnie: Akademia Sztuk Pięknych) we Wrocławiu, ale jej mama nalegała, żeby poszła do szkoły teatralnej. Córka uległa tym namowom i udała się na egzamin, podczas którego profesor Aleksander Bardini zapytał ją, dlaczego chce zostać aktorką. Odpowiedziała: „Bo tak kazała mi mama” i cała komisja egzaminacyjna wybuchnęła śmiechem. Jej szczerość i naturalność w tej sytuacji spowodowały, że zdała ten egzamin.
Po ukończeniu studiów dostała propozycje z Katowic, Szczecina i Gdańska. Ostatecznie wybrała Teatr Wybrzeże w Gdańsku, w którym jej pierwszą rolą była piękna Helena w Nie będzie wojny trojańskiej w reżyserii Bohdana Korzeniewskiego. Spektakle były wystawiane w gdyńskiej „stodole” – teatrze znajdującym się w miejscu obecnego Teatru Muzycznego – bo Teatr Wybrzeże wciąż jeszcze nie został odbudowany po zniszczeniach II wojny światowej. Po dziesięciomiesięcznym tournée po Stanach Zjednoczonych promującym film Mój stary dostała propozycję z warszawskiego Teatru Ateneum, ale zdecydowała się pozostać w Teatrze Wybrzeże.
Pracowała z takimi reżyserami jak: Andrzej Wajda, grając rolę Ofelii w Hamlecie, Bohdan Korzeniewski, Zygmunt Hübner, Adam Nalepa, Krzysztof Babicki, Janusz Wiśniewski i Adam Orzechowski. Widzowie Czarownic z Salem w reżyserii Adama Nalepy mówili, że najbardziej spodobali im się Mirosław Baka w roli Johna Proctora i 81-letnia Łubieńska jako 14-letnia Ruth Putnam. Z Adamem Orzechowskim pracowała przy Ożenku, a z Januszem Wiśniewskim – przy Martwych duszach. Zagrała w ośmiu sztukach szekspirowskich, zdobywając pełne superlatyw recenzje.
Od 1960 występowała w słuchowiskach Teatru Polskiego Radia.

[pytanie:]
Ale scenografia Wajdy nie wszystkim przypadła do gustu. Pisano: „Aktorzy wycierają głowami sufity na krużgankach i piętrach; wyglądają jak wielkoludy w krainie liliputów. Brak powietrza i przestrzeni. [...] Gdyby ją montować na zasadzie taśmy filmowej – mogłoby być świetnie”
[odpowiedź:]
Sukcesem był jego pierwszy spektakl na gdańskiej scenie „Kapelusz pełen deszczu”, no, ale to było absolutnie „filmowe” podejście do teatru, bardzo mu bliskie. Poza tym główną rolę powierzył Zbyszkowi Cybulskiemu... Szalenie nowoczesna forma! Absolutny przełom w teatrze. Ale i „Hamlet” bardzo się podobał! Czesi, gdy pojechaliśmy tam na gościnne występy, nosili nas na rękach! W Brnie, dosłownie ściągano nas ze sceny i adorowano na ulicach
[Krystyna Łubieńska o „Hamlecie” w reżyserii Andrzeja Wajdy w wywiadzie Została już tylko Ofelia. I Grabarz]

Na emeryturze Krystyna Łubieńska zajęła się organizowaniem wieczorów poetyckich i innych wydarzeń artystycznych.

Aktorstwo to osobowość, prawda i szczerość – obojętnie, czy ja na scenie krzyczę, milczę czy szepczę – jeśli nie ma w tym prawdy, to pozostaje tylko technika
Dwukrotnie zamężna. Po raz pierwszy była żoną Erazma Łubieńskiego, a później od 1972 Józefa Kuszewskiego.
Zmarła w Sopocie, pochowana na cmentarzu parafialnym (sektor C1-8-1).

## Filmografia
- 1962: Mój stary jako Marianna Grzela, matka Pawła
- 1986: Mewy jako stara prostytutka Wanda
- 1986: Na całość jako matka Joli
- 1995: Radio Romans (serial tv) jako dyrektorka szkoły (odc. 30)
- 1999: Tygrysy Europy (serial tv) jako Zosia, synowa pani Helenki
- 2001: Lokatorzy (serial tv) jako Matylda Czernichowska, właścicielka pensjonatu (odc. 42)
- 2001: Przedwiośnie jako pani Krystyna
- 2002: Przedwiośnie (serial tv) jako pani Krystyna (odc. 5)
- 2003: Lokatorzy (serial tv) jako pani Michalina, klientka restauracji (odc. 169)
- 2005: Pełną parą (serial tv) jako pani Ludwika, dziennikarka
- 2005–2006: Sąsiedzi (serial tv) jako Isia, ciotka Patrycji (odc. 72, 93)
- 2015: Zmiana czasu na zimowy (etiuda) jako Maria

## Spektakle Teatru TV
- 1967: Zamach
- 1976: Rocznica ślubu jako Żona
- 1991: Już prawie nic jako Matka

## Odznaczenia
- Złoty Krzyż Zasługi (1996)[13]
- Srebrny Medal „Zasłużony Kulturze Gloria Artis” (28 kwietnia 2009)[16]
- Medal „Za Zasługi dla Miasta Sopotu”[17]

## Nagrody
- Nagroda Prezydenta Miasta Gdańska w Dziedzinie Kultury za całokształt pracy artystycznej (2005)
- Nagroda Prezydenta Miasta Gdańska w Dziedzinie Kultury z okazji jubileuszu 50-lecia pracy artystycznej oraz Międzynarodowego Dnia Teatru (2007)
- Nagroda Specjalna Marszałka Województwa Pomorskiego (2009)
- „Sopocka Muza” - nagroda w dziedzinie kultury i sztuki (2012)
- Nagroda Prezydenta Miasta Gdańska w Dziedzinie Kultury z okazji jubileuszu 55-lecia pracy artystycznej, za wiele niezapomnianych kreacji aktorskich oraz za działalność charytatywną (2013)
- Nagroda Specjalna Marszałka Województwa Pomorskiego (2013)
- Nagroda Prezydenta Miasta Gdańska w Dziedzinie Kultury w podziękowaniu za organizację spotkań poetyckich, za promowanie początkujących twórców oraz za działalność charytatywną (2015)
- tytuł „Najmilszej Sopocianki”[17]

Źródło:.